# San Andrés Timilpan
Timilpan är en kommunhuvudort i Mexiko.   Den ligger i kommunen Timilpan och delstaten Mexiko, i den sydöstra delen av landet, 80 km nordväst om huvudstaden Mexico City. Timilpan ligger 2 671 meter över havet och antalet invånare är 14 335.
Terrängen runt Timilpan är kuperad åt sydväst, men åt nordost är den platt. Runt Timilpan är det ganska tätbefolkat, med 80 invånare per kvadratkilometer. Närmaste större samhälle är Atlacomulco, 17,0 km sydväst om Timilpan. I omgivningarna runt Timilpan växer huvudsakligen savannskog.